# Tourville-la-Chapelle
Tourville-la-Chapelle ist eine Commune déléguée in der französischen Gemeinde Petit-Caux mit 609 Einwohnern (Stand 1. Januar 2022) im Département Seine-Maritime in der Region Normandie.
Die Gemeinde Tourville-la-Chapelle wurde am 1. Januar 2016 mit 17 weiteren Gemeinden zur Commune nouvelle Petit-Caux zusammengeschlossen. Sie hat seither den Status einer Commune déléguée. Die Gemeinde Tourville-la-Chapelle gehörte zum Arrondissement Dieppe und zum Kanton Dieppe-2 (bis 2015: Kanton Envermeu).
Tourville-la-Chapelle liegt etwa zwölf Kilometer ostnordöstlich vom Stadtzentrum von Dieppe nahe dem Ärmelkanal.

## Bevölkerungsentwicklung
| Jahr                      | 1962 | 1968 | 1975 | 1982 | 1990 | 1999 | 2006 | 2013 |
| Einwohner                 | 382  | 365  | 358  | 409  | 451  | 468  | 497  | 589  |
| Quelle: Cassini und INSEE |      |      |      |      |      |      |      |      |

## Sehenswürdigkeiten
- Kirche Notre-Dame